# Paracolletes plumatus
Paracolletes plumatus är en biart som först beskrevs av Smith 1853.  Paracolletes plumatus ingår i släktet Paracolletes och familjen korttungebin. Inga underarter finns listade i Catalogue of Life.